# Campeonato Paranaense de Futebol Feminino de 2018
O Campeonato Paranaense de Futebol Feminino de 2018, é a 19ª edição da competição, a qual conta com a participação de 4 clubes. Sua organização é de competência da Federação Paranaense de Futebol.

## Regulamento[1]
Fase Única: As quatro equipes jogam entre si em turno e returno. Será considerado campeão, o clube que ao final da última rodada do returno que obtiver o maior número de pontos.
O clube melhor colocado na classificação geral do campeonato será contemplado com a indicação da FPF para disputar o Campeonato Brasileiro de Futebol Feminino de 2019 - Série A2, conforme critérios e regulamentação da CBF e da FPF.
Na hipótese do clube melhor colocado na classificação geral do campeonato já possuir vaga no Campeonato Brasileiro de Futebol Feminino de 2019 - Série A1, a vaga da A2 será destinada ao clube com melhor colocação na classificação geral subsequente.

### Critérios de desempate
1. Maior número de vitórias;
2. Maior saldo de gols;
3. Maior número de gols a favor;
4. Menor número de cartões vermelhos;
5. Menor número de cartões amarelos;
6. Sorteio.

## Classificação
| Pos | Times         | Pts | J | V | E | D | GP | GC | SG  | %   | Classificação                                                  |
| --- | ------------- | --- | - | - | - | - | -- | -- | --- | --- | -------------------------------------------------------------- |
| 1   | Foz Cataratas | 18  | 6 | 6 | 0 | 0 | 51 | 0  | +51 | 100 | Campeão                                                        |
| 2   | Toledo        | 12  | 6 | 4 | 0 | 2 | 18 | 20 | -2  | 67  | Vice-Campeão e classificado para o Brasileiro Série A2 de 2019 |
| 3   | Imperial      | 1   | 6 | 0 | 1 | 5 | 6  | 26 | -20 | 5   |                                                                |
| 4   | GRECAL[GRE]   | –2  | 6 | 1 | 1 | 4 | 7  | 36 | -29 | 22  |                                                                |

- GRE ^ O GRECAL perdeu 6 pontos por escalação irregular de atletas.

## Confrontos
Para ler a tabela, a linha horizontal representa os jogos da equipe como mandante. A coluna vertical indica os jogos da equipe como visitante.
|               | FOZ  | GRE  | IMP | TOL |
| ------------- | ---- | ---- | --- | --- |
| Foz Cataratas | —    | 10–0 | 8–0 | 6–0 |
| GRECAL        | 0–14 | —    | 1–1 | 1–7 |
| Imperial      | 0–5  | 1–4  | —   | 1–4 |
| Toledo        | 0–8  | 3–1  | 4–3 | —   |